# 陽明晏蜓
陽明晏蜓是臺灣特有的蜻蜓，屬晏蜓科黑额蜓属，因最初發現於北臺灣的陽明山而得名。主要分佈於臺灣中北部海拔1500公尺以下山區。成蟲出現於６－８月，雄蟲在第3-7腹節除了具有兩個靠近的三角形黃色斑外，每節末端都具有兩個山峰狀的黃斑，雌蟲大致與雄蟲相似，但胸部黃色斑紋中無雄蟲黃綠色的部份。